# 그레이고
그레이고(영어: GRAYGO)는 IP를 바탕으로 커머스와 마케팅을 동시에 어우르는 솔루션을 제공하는 IP 커머스 전문 회사이다.

## 소개
그레이고(GRAYGO)는 인플루언서 커머스/마케팅, 소속 셀럽/인플루언서 IP를 활용한 PB/콜라보 기획 및 유통, 커머스 콘텐츠 기획/제작하기 위한 회사이다.